# Gyalui Farkas
Gyalui Farkas, születési és 1891-ig használt nevén Mendel Farkas, álnevei: Forgách, Timon, Gyufa; szignója: egy nyilazó férfialak (Gyalu, 1866. november 24. – Kolozsvár, 1952. április 17.) zsidó származású erdélyi magyar művelődés- és irodalomtörténész, könyvtártudományi szakíró, publicista, szépíró. Gyalui Jenő apja.

## Életútja
Zsidó származású családban született, de az 1929-es Magyar zsidó lexikon már kikeresztelkedettként tartotta számon. A kolozsvári Református Kollégiumban tett érettségi vizsga után előbb Budapesten orvostanhallgató, majd tanulmányait megszakítva a kolozsvári egyetemre iratkozott át, ahol 1891-ben magyar és francia nyelv- és irodalomból szerzett doktorátust.
Miután már 1882-től a kolozsvári Magyar Polgár és különböző budapesti lapok külső munkatársa, Petelei István 1886 áprilisában a Kolozsvári Közlönyhöz szerződtette, itt tanulta meg az újságírást, s később is barátság fűzte mesteréhez. Rövid ideig a Magyarság éjjeli, majd ennek megszűnte után az Erdélyi Híradó segédszerkesztője volt; 1891-ben a kolozsvári Egyetemi Könyvtárhoz kapott kinevezést. 1892 és 1902 között sajtó alá rendezte a könyvtár szakcímjegyzékét.
Az 1890-es évek végén hosszabb tanulmányúton meglátogatta Németország, Svájc, Franciaország, Anglia, Belgium, Hollandia és Ausztria nevezetesebb közkönyvtárait. Tapasztalatait a Külföldi szakkönyvtárakról című könyvében (Kolozsvár, 1900) összegezte: ezeket felhasználták a kolozsvári Egyetemi Könyvtár új épületének tervezési munkálataiban. 1901-től tizennyolc éven át mint egyetemi magántanár a könyvtártudomány tárgyköréből tartott előadásokat a kolozsvári egyetemen, s főként a köz- és népkönyvtárak hálózatának kérdésével foglalkozott. A brüsszeli Institut International de Bibliographie tagjává választották, 1911-ben pedig Erdélyi Páltól átvette a könyvtár igazgatását, megtartva tisztségét 1926-os nyugdíjaztatásáig.

## Munkássága
Kapcsolata a hírlapírással könyvtárosi működése idején sem szakadt meg. Művelődési, irodalmi vonatkozású cikkei, franciából, angolból és németből készített műfordításai továbbra is megjelentek a lapokban; Guy de Maupassant első erdélyi magyar tolmácsolói közé tartozott. 1906-ban az egyetemi tanárok alapította Erdélyi Hírlap egyik szerkesztője volt. Mint Rákosi Jenő lapjának, a Budapesti Hírlapnak kolozsvári levelezője 1916-ban szinte párbajjal végződő sajtóvitába keveredett Ady Endrével.
Nyugalomba vonulása után fokozott irodalmi tevékenységbe kezdett. Cikkei, tanulmányai főként a romániai magyar időszaki sajtóban jelentek meg, rendszeresen tartott előadásokat a különböző irodalmi és közművelődési társaságok felolvasó ülésein. Munkásságáért az EIT – amelynek alapításában részt vett – 1937-ben tiszteletbeli elnökévé választotta. A KZST, a Romániai Pen Club Erdélyi Magyar Tagozata, a Károli Gáspár Irodalmi Társaság, valamint a budapesti Petőfi Társaság tagja volt. Sokat tett Kolozsvár és környéke irodalmi emlékeinek megmentéséért; hagyatékából kerültek közgyűjteménybe a Hesdáton készített román népi fametszetek eredeti dúcai.
Mint szépíró a századvég tárcanovella műfajának franciás könnyedségű művelője volt. Írt színpadi műveket is, ezek jobbára Kolozsvárt kerültek színpadra az 1890-es években. Maradandóbb értékű Petelei István addig kiadatlan novelláinak megjelentetése két kötetben (1912), Jókai Kolozsvárt című hatrészes cikke a Keleti Újságban (1925) s az Ellenzék 1927–29. évfolyamaiban megjelent A régi Kolozsvár című emlékezéssorozata. Több százra rúgó cikkeinek, műfordításainak és eredeti szépirodalmi műveinek hozzávetőlegesen teljes jegyzékét az Irodalmi munkásságom 1882–1923 és Hatvanéves irodalmi munkám 1882–1942 című önkönyvészeti kiadványaiban sorolta fel.

## Művei
- Az első erdélyi magyar hírlap; Közművelődési Ny., Kolozsvár, 1890
- Apáczai Csere János életrajzához és műveinek bibliográfiájához. Tanulmány; Ajtai Ny., Kolozsvár, 1892
- Kolozsvári kalauz; Erdélyrészi Kárpátegyesület, Kolozsvár, 1894
- Nálunk vidéken. Humoros elbeszélések és rajzok; Erdélyi Híradó, Kolozsvár, 1895
- A szabadító. Regény; Singer-Wolfner, Bp., 1896 (Egyetemes Regénytár VII.)
- Külföldi közkönyvtárakról. Tanulmány Németország, Svájc, Franciaország, Anglia, Hollandia, Belgium és Ausztria nevezetesebb közkönyvtárairól; Ajtai, Kolozsvár, 1900
- Legkedvesebb könyveim; Singer-Wolfner, Bp., 1903
- Látomány az éjszakában és más történetek; Budapesti Hírlap Ny., Bp., 1904
- Petelei Istvánról; Ajtai Ny., Kolozsvár, 1912
- Petelei István negyven levele Gyalui Farkashoz (klny. az Erdélyi Helikonból, Kolozsvár, 1928)
- A magyar színészet székely nagyjai (klny. a Székely Nemzeti Múzeum emlékkönyvéből, Kolozsvár, 1929)
- A Döbrentei-pályázat és a Bánk bán (ETF 32. Kolozsvár, 1931)
- Irodalmi munkásságom. (1882—1933.) Cluj-Kolozsvár, 1933
- Az Erdélyi Magyar Irodalmi Társaság ötven éve. 1888–1938 (Kolozsvár, 1939)
- Gróf Teleki Sándor regényes élete (Budapest, 1940)
- Letűnt világ (Újfalvy Sándor életének regénye, Kolozsvár, 1940)
- Mezőkövesdi Újfalvy Sándor Emlékiratai (szerkesztésében és kiegészítéseivel, Kolozsvár, 1941)
- Hatvanéves irodalmi munkám 1882–1942 (Kolozsvár, 1943)
- Emlékirataim, 1914–1921 (Kolozsvár, Művelődés, 2013)